# Гигантский поясохвост
Гигантский поясохвост (лат. Smaug giganteus) — вид ящериц из семейства поясохвостов.

## Внешний вид и строение
Длина тела гигантского поясохвоста около 40 см. На задней части его головы растут большие, направленные назад шипы. Верхняя сторона тела желтоватая, жёлто-коричневая или бурая. Молодые особи ярче взрослых.
Кожа гигантского поясохвоста способна легко впитывать воду, позволяя рептилии запасать влагу во время кратковременных дождей.

## Распространение и места обитания
Эти ящерицы обитают на каменистых равнинах юга-востока Африки. Они укрываются в норах грызунов или под камнями.

## Поведение
Любят взбираться на большие камни и подолгу стоять там на вытянутых ногах высоко подняв голову.
При пассивной обороне от врагов гигантский поясохвост ложится на землю и, вытянув вдоль туловища защищённые твердыми шипами конечности, подставляет нападающему хорошо защищённую верхнюю сторону тела. При активной обороне эта ящерица бьёт врага покрытым твёрдыми шипами хвостом.

## Питание
Гигантский поясохвост — хищная рептилия. Он ест различных животных, вплоть до мелких пресмыкающихся и грызунов.

## Размножение
Живородящие. Детёныши рождаются в августе чаще всего по двое. Новорожденные почти 10 см в длину.